# Klopi
Klôpi (znanstveno ime Ixodoidea) so dobro znana naddružina pajkovcev, ki jih natančneje klasificiramo med pršice (red Acarina). Na svetu živi okoli 860 poznanih vrst klopov, vsi klopi so zunanji zajedavci na vretenčarjih (plazilcih, ptičih in sesalcih).

## Telesne značilnosti
Klopi se od ostalih pršic razlikujejo predvsem po telesni velikosti in specializiranem obustnem aparatu, prilagojenem za sesanje krvi. Veliki so od enega do 30 mm, pri čemer je njihova velikost odvisna od prehranjenosti - s krvjo do konca napita žival ima raztegnjen zadek in je mnogo večja kot običajno. Najopaznejši del obustnega aparata je koničast »jeziček« (hipostoma), ki je po vsej površini porasel z ostrimi, nazaj ukrivljenimi zobci in s pomočjo katerega se klop pritrdi v gostitelja.
Glavni čutilni organ, s katerim klopi najdejo ustrezno mesto za prehranjevanje, je Hallerjev organ, ki se nahaja na stopalcih (tarsus) prvega para nog. V njem so zbrani kemoreceptorji mnogih različnih tipov. Tudi druge zajedavske pršice imajo Hallerjev organ, vendar je ta pri klopih značilno ugreznjen v stopalce in tvori nekakšno kapsulo z različno oblikovanim pokrovom. Njegova zgradba je pomemben taksonomski znak. Oči so pri mnogih vrstah zakrnele. Poleg Hallerjevega organa tako pri iskanju gostitelja sodelujejo v glavnem mehanoreceptorne dlačice, občutljive na dotik in zračne premike, ki poraščajo telo.
Posebne žleze z izvodilom ob ustih izločajo slino, v kateri so encimi, zaviralci strjevanja krvi in imunskega odziva ter blag anestetik.
Pravkar izlegle ličinke imajo podobno kot ličinke predstavnikov ostalih skupin pršic le tri pare nog, zaradi česar jih nekateri zamenjujejo z žuželkami. Ob prvi levitvi jim zraste še četrti par nog in v tej fazi jim pravimo nimfe.

## Življenje
Samica izleže v času svojega življenja nekaj sto do nekaj tisoč jajčec v tla. Ličinke morajo za razvoj nujno dobiti obrok krvi in brez gostitelja se ne morejo leviti in preobraziti v odraslo žival.
Večina klopov čaka gostitelja na kakšnem izpostavljenem mestu (npr. na vrhu travne bilke). Ko pride gostitelj mimo, ga zaznajo s kemo- in mehanoreceptorji ter se ga bliskovito oklenejo, nekateri pa gostitelja tudi aktivno zasledujejo po tleh. Na gostitelju poiščejo mesto, kjer so tik pod kožo žile in se prisesajo. To je največkrat na notranji strani sklepov pri sesalcih, pri plazilcih in ptičih pa okoli oči ali kljuna. Ščitasti klopi se prehranjujejo trikrat v življenju, pred vsako preobrazbo in samice še pred tvorbo jajčec, vsakič na drugem gostitelju, le pri nekarih vrstah ostanejo osebki na isti živali, s čimer je število gostiteljev zmanjšano na dva ali celo samo enega. Usnjati klopi se prehranjujejo priložnostno in na gostitelju ne ostanejo dolgo (za razliko od ščitastih, kjer je lahko odrasla samica prisesana do nekaj dni).
Parjenje pri klopih je raznoliko, vsem pa je skupno to, da se samci ne prehranjujejo; po preobrazbi poiščejo gostitelja le zato, da na njegovi površini najdejo samico in se z njo sparijo, po čemer poginejo. Samica pa potrebuje obrok krvi tudi za tvorbo jajčec. Ko se napije, pade z gostitelja in prične odlagati jajčeca v tla. Nekatere vrste so se sposobne razmnoževati tudi nespolno, s partenogenezo.
Življenjska doba klopov je zelo različna, od pol leta do šestih let, večina pa živi okoli tri leta. V območjih z zmernim podnebjem prezimijo kot ličinke v podrasti ali med rastlinskim opadom. Ponovno postanejo aktivni, ko se povprečna dnevna temperatura dvigne na nekaj stopinj nad lediščem.

## Ekologija
So kozmopolitska skupina, najdemo jih na vseh celinah, razen na Antarktiki.
Ekološko gledano jih uvrščamo med obligatne ektoparazite - zajedajo na zunanjosti gostitelja in brez njega ne morejo zaključiti življenjskega kroga. Večina vrst klopov je ozko specializirana na zajedanje na eni vrsti gostitelja, okoli 10% vrst pa je manj izbirčnih. Zajedajo predvsem na plazilcih, ptičih in sesalcih, zelo redko pa tudi na dvoživkah.
Poleg zajedavstva pa so v ekosistemu pomembni tudi kot prenašalci povzročiteljev različnih bolezni. Prenašajo širok nabor različnih patogenov, kot so virusi, bakterije, praživali, spirohete, rikecije, gliste idr. Ti se največkrat namnožijo v žlezah slinavkah in se ob piku izločijo v krvni obtok klopovega gostitelja, lahko tudi več različnih patogenov naenkrat. Dodatno jim pomaga dejstvo, da klop izloča snovi, ki zavirajo gostiteljev imunski odziv.

### Pomen za človeka
Človek ni glavni gostitelj za nobeno vrsto klopa. Klopi, ki zajedajo na človeku, pa so kljub temu pomembni iz medicinskih razlogov, saj delujejo kot prenašalci mnogih nevarnih bolezni. Med najpomembnejšima sta klopni meningoencefalitis (bolj poznan kot klopni meningitis) in lymska borelioza. Po negativnem vplivu na zdravje ljudi jih globalno prekašajo samo komarji. Nevarnost predstavljajo tudi toksini in druge snovi v klopovi slini. Prvi lahko povzročijo klopno paralizo, na druge snovi pa se lahko organizem odzove s preobčutljivostjo in nastopi alergijska reakcija.
Posredno povzročajo klopi nevšečnost tudi z zajedanjem in prenašanjem bolezni na domače živali.

### Kontrola
Proti boleznim, ki jih prenašajo klopi, se borimo na več ravneh, večina od katerih vključuje ukrepe, ki zadevajo klope kot prenašalce. 
- Na ravni populacij je tak ukrep uravnavanje številčnosti klopovih običajnejših gostiteljev (npr. srnjadi), kar posredno vpliva tudi na populacijo klopov, ki se na njih prehranjujejo. Za velike sesalce se uporabljajo tudi gobe, prepojene z akaricidom, ki jih nameščajo blizu zbirališč divjadi, npr. krmišč.
- Za preventivo na ravni posameznika se priporočajo fizične in kemijske metode preprečevanja pika ter širjenja bolezni. Najenostavnejši ukrep je izogibanje rizičnim območjem kjer je potrjena prisotnost okuženih klopov, ali vsaj nošenje dolgih oblačil in pregledovanje telesa po sprehodu v naravi. Proti meningoencefalitisu se borimo tudi s preventivnim cepljenjem posebej izpostavljenega dela prebivalstva (npr. gozdarjev).
- Kadar se klop prisesa, ga je najbolj priporočljivo odstraniti s pinceto. Kemična sredstva, kot so eterična olja ipd., lahko povzročijo, da klop refleksno izloči še več sline, s čimer se poveča možnost za okužbo.
- Nekatere bolezni, ki jih prenašajo klopi, zdravimo naknadno z antibiotiki

## Sistematika in evolucija
Vsi klopi se prehranjujejo zajedavsko s krvjo vretenčarjev, zato so nedvoumno monofiletska skupina, ki jih druži še nekaj drugih morfoloških znakov. Domnevajo, da so se razvili iz istih prednikov kot sorodna skupina pršic, predstavniki katere se prehranjujejo s telesnimi tekočinami mrtvih členonožcev.
Fosilni ostanki klopov so redki in večinoma mladi; večina fosilov ščitastih klopov je iz eocenskega in oligocenskega jantarja, ostanki usnjatih klopov pa so zaradi mehkega telesa še redkejši. Kljub temu domnevajo, da so klopi mnogo starejša skupina, kar potrjuje tudi najdba ličinke usnjatega klopa v jantarju iz krede.
Klope delimo v tri družine, sorodnost med katerimi še ni pojasnjena. Najbolj znani so ščitasti oz. trdi klopi (Ixodidae), ki se največkrat prisesajo na človeka ali domače živali. Usnjati ali mehki klopi (Argasidae) imajo, kot pove ime, v celoti mehak zunanji skelet, brez trdnega ščitka (scutum) na zgornji strani glavoprsja, ki je značilna za ščitaste klope. Tretja družina, Nuttalliellidae, ima samo enega predstavnika (Nuttalliella namaqua), ki živi v južni Afriki in ga od ostalih klopov loči več anatomskih značilnosti, ima pa tudi značilnosti obeh ostalih družin.

## Klopi v Sloveniji
Za Slovenijo je znanih 16 vrst ščitastih ali trdih klopov:

Splošno razširjene vrste
- gozdni klop (Ixodes ricinus)
- rovkin klop (Ixodes trianguliceps)
- ježev klop (Ixodes hexagonus)

Geografsko omejene vrste
- rdeči ovčji klop (Haemaphysalis punctata)
- reliktni klop (Haemaphysalis concinna)
- južni ornamentirani klop (Dermacentor marginatus)
- severni ornamentirani klop (Dermacentor reticulatus)
- dvogostiteljski klop (Hyalomma marginatum)

Redke vrste
- ptičji klop (Ixodes frontalis)
- duplarski klop (Ixodes arboricola)
- lisičji klop (Ixodes canisuga)
- glodalčji klop (Ixodes acuminatus)
- pasji klop (Rhipicephalus sanguineus)
- Rhipicephalus bursa

Ekološko specializirane vrste
- breguljkin klop (Ixodes lividus)
- netopirski klop (Ixodes vespertilionis)

Med njimi je najbolj znan gozdni klop (Ixodes ricinus). Zaradi njegove razširjenosti je v vseh gozdnatih predelih države nevarnost za okužbo z lymsko boreliozo, ki jo prenaša.
Od usnjatih ali mehkih klopov se na človeka zelo redko lahko prisesa golobji klop (Argas reflexus), ki je specializiran na zajedanje golobov.